# Baroniella longicornis
Baroniella longicornis är en oleanderväxtart som beskrevs av J. Klackenberg. Baroniella longicornis ingår i släktet Baroniella och familjen oleanderväxter. Inga underarter finns listade i Catalogue of Life.